# Hypnotical
Hypnotical este o formație de rock alternativ din Republica Moldova. 
Trupa s-a format în 2022, componența inițială rămânând aproape neschimbată de la înființare. Membrii actuali ai trupei sunt Daniel Mistreț (voce, clape, chitară), Dorin Jardan (chitară), Daniel Furculița (chitară bas), Mihai Gangan (chitară) și Alexandr Ogor (tobe). Formația este cunoscută pentru colectivul tânăr și energia pe care aceștia o emană în timpul concertelor. Stilul muzical al formației combină influențe de post-grunge, rock alternativ, cu nuanțe de metal, dar și rock acustic, trupa cântând într-un format acustic de nenumărate ori.

## Istoria formației
Hypnotical a fost formată într-un liceu din Chișinău în 2022, membrii inițiali fiind Daniel Mistreț, Dorin Jardan, Daniel Furculița și Mihai Gangan, Alexandr Ogor alăturându-se ulterior trupei. În timpul primelor concerte, la petreceri din liceu, trupa nu avea toboșar sau basist, actualul basist, Daniel Furculița, fiind nevoit să cânte la o chitară cu un ciorap roz în bridge, pentru a imita sunetul unui bass, iar tobele fiind preînregistrate. În anul 2023, Ecaterina Ceban a fost membră a trupei în calitate de toboșar, timp de câteva luni, formația schimbând toboșari de câteva ori, până la sosirea lui Alexandr Ogor în 2024. 
Debut-ul trupei în afara liceului a fost în 2023, într-un club din Chișinău, împreună cu trupa „Molda The Dog”, la un concert organizat de Consiliul Local de Tineret Centru. Hypnotical urmează o perioadă de evoluție muzicală între trupele locale din Chișinău. În 2024, participă la festivalul Beermania, ca deschidere trupelor Snails și Gândul Mâței. Primul lor eveniment „Unplugged” a fost la muzeul național de Etnografie, în timpul Nopții Muzeelor, formația organizând des astfel de evenimente de atunci. În toamna anului 2024, câștigă concursul organizat de festivalul Rock`N`Iași, din România, participând și la ediția festivalului din acel an.
Lansează în același an piesa de debut „Shampoo”, fiind anunțată oficial într-un interviu la emisiunea Live Studio, al televiziunii Moldova 1, și piesa Talking To Myself, ambele piese fiind incluse în EP-ul „Talking To Myself+Shampoo Demo tape”, lansat în același an. 
În 2025, trupa cântă la mai multe festivaluri precum Festivalul Lupilor, înființat de Alex Calancea și Formația Lupii Lui Calancea, cântă în deschiderea concertului „Pan-Flute Sympho-Rock” la teatrul verde din Chișinău, înainte de muzicieni precum SunStroke Project, Constantin Moscovici, Satoshi și alții, participă la „Rock Battle at the Gate of Transylvania”, organizat de Way Too Far Rock Festival, în Bistrița, România. Dar și la mai multe concerte în Republica Moldova și România. EP-ul „Addicted” este în lucru, fiind anunțată lansarea în a doua jumătate a anului 2025, informație despre acesta este puțină, dar este sigur că va include piesa „Addicted”, care a fost inclusă și în primul EP al formației.

## Discografie
| Tipul înregistrării | Titlul                                | Piese incluse | Data lansării    |
| Single              | Shampoo                               | Shampoo 1 | 12 iunie 2024    |
| Single              | Talking To Myself                     | Talking To Myself (Beautiful Smile)                                                                                 | 22 noiebrie 2024 |
| EP                  | Talking To Myself + Shampoo Demo Tape | Talking To Myself (Beautiful Smile) Shampoo 1 Addicted (LIVE) Dor Nebun (LIVE) Talking To Myself (Acoustic Version) | 17 ianuarie 2025 |
| EP                  | Addicted EP                           | Addicted | încă nelansat    |